# Winthemia palpalis
Winthemia palpalis là một loài ruồi trong họ Tachinidae.